# Леуцит
Леуцит (KAlSi2O6) минерал је који припада групи фелдспатоида.
Изнад температуре 625 °C кристалише тесерално, а испод ове температуре кристалише тетрагонално. Увек садржи и мање количине натријума. На кристалним пљоснима је стакласте сјајности, а на преломима најчешће масне. Тврдине је између 5,5 и 6 по Мосовој скали, а густине 2.47 g/cm³.